# Simacourbe
Simacourbe település Franciaországban, Pyrénées-Atlantiques megyében. Lakosainak száma 422 fő (2022. január 1.). Simacourbe Escurès, Gerderest, Lalongue, Lembeye, Lespielle, Lussagnet-Lusson, Maspie-Lalonquère-Juillacq, Monassut-Audiracq, Lannecaube és Samsons-Lion községekkel határos.

## Népesség
A település népessége az elmúlt években az alábbi módon változott:
| Lakosok száma | 370  | 389  | 398  | 404  | 411  | 417  | 418  | 419  | 422  |
|               | 2013 | 2015 | 2016 | 2017 | 2018 | 2019 | 2020 | 2021 | 2022 |